# Laura Carmichael
Pour les articles homonymes, voir Carmichael.
Laura Carmichael est une actrice britannique née le 16 juillet 1986. Elle est connue pour son rôle de Lady Edith Crawley dans la série télévisée anglaise Downton Abbey et de Henrietta dans le film Madame Bovary, ainsi que pour sa participation à la Fitzrovia Radio Hour.

## Biographie
Laura Carmichael est la cadette de trois sœurs.
La jeune femme a étudié dans le Hampshire à la Mountbatten School (en) de Romsey, au Peter Symonds College (en) de Winchester ainsi que dans la ville de Bristol à la Bristol Old Vic Theatre School.
Elle a travaillé comme secrétaire médicale dans un cabinet de chirurgie. Durant cette période, Laura Carmichael est sur le point de se rendre à Dubaï avec une troupe de théâtre pour y interpréter La Nuit des rois de Shakespeare.
Cependant, elle accepte de lire le script de Downton Abbey, série télévisée d'époque de Julian Fellowes, dans laquelle elle incarne, dès la première saison, Edith Crawley.
Laura Carmichael confie s'être intéressée et documentée concernant le rôle des femmes et les métiers qu'elles exercent durant la Première Guerre mondiale, thème abordé par Julian Fellowes lors de la saison deux de Downton Abbey. L'actrice livre que sa grand-mère a fait partie de la Women's Land Army pour ensuite devenir membre du Women's Royal Naval Service. Cette dernière racontait à sa petite fille, durant toute son enfance, les histoires qu'elle vécut à cette période.
Par la suite l'actrice obtient son premier rôle au cinéma dans La Taupe,, adaptation d'un roman d'espionnage de John le Carré, aux côtés de Gary Oldman et Colin Firth. Le film sort dans les salles de cinéma en septembre 2011 en Grande-Bretagne.
En 2015, elle tient l'un des rôles principaux du film de Chanya Button, Burn Burn Burn.
En 2018, la rumeur court qu'elle aurait auditionné pour tenir le rôle de Camilla Parker-Bowles dans les saisons 3 et 4 de The Crown.

### Vie privée
Laura Carmichael est la compagne de l'acteur Michael C. Fox, qui joue le rôle de Andrew Parker dans Downton Abbey. Selon le Daily Mail, le couple s'est formé fin 2015 après s'être rencontré sur le tournage de la série. Ils ont un fils, Luca, né en mars 2021.

## Filmographie

### Cinéma
- 2011 : La Taupe de Tomas Alfredson : Sal
- 2014 : Madame Bovary de Sophie Barthes : Henriette
- 2015 : Burn Burn Burn : Steph
- 2016 : A United Kingdom : Muriel Williams
- 2019 : Downton Abbey (Downton Abbey-the movie) de Michael Engler : Lady Edith Crawley Pelham, Marquise de Hexham
- 2022 : Downton Abbey 2 : Une nouvelle ère (Downton Abbey : A New Era) de Simon Curtis : Lady Edith Crawley Pelham, Marquise de Hexham
- 2025 : Downton Abbey 3 de Simon Curtis : Lady Edith Pelham

### Télévision
- 2010-2015 : Downton Abbey : Lady Edith Crawley Pelham, Marquise de Hexham
- 2016 : Marcella : Maddy Stevenson
- 2019 : The Spanish Princess : Margaret "Maggie" Pole

## Théâtre
- Plenty (play) (en), mis en scène par Thea Sharrock, au Crucible Theatre de Sheffield : Louise / Dorcas Frey.
- The Fitzrovia, mis en scène par John Edgerly-Bond, au Théâtre du Globe de Londres : Connie.
- The President’s Holiday, mis en scène par Patrick Sandford, au Nuffield Theatre : Irina.
- The London Cuckolds, mis en scène par Sue Wilson, au Bristol Old Vic : Eugenia.
- A Chaste Maid in Cheapside (en), mis en scène par Katherine Rogers, au Bristol Old Vic : Lady Kix.
- Stags and Hens (en), mis en scène par Richard Howard (actor) (en), au Redgrave Theatre du Bristol Old Vic : Maureen.
- Le Vicaire de Wakefield, mis en scène par Christopher Denys, au Bristol Old Vic : Sophia.
- Comme il vous plaira, mis en scène par Andrew Normington, au Bristol Old Vic : Phebe/Audrey.
- Peace in Our Time (play) (en), mis en scène par Anthony Tuckey, au Redgrave Theatre : Phyllis.